# آبشار مانتایوپن
آبشار مانتایوپن (به انگلیسی: Mantayupan Falls) آبشاری است که در فیلیپین واقع شده و ارتفاع کلی ریزشگاه آن 200 feet است.